# Trần Bỉnh Đức
Trần Bỉnh Đức (giản thể: 陈炳德; phồn thể: 陳炳德; bính âm: Chén Bǐngdé; sinh tháng 7 năm 1941) là Thượng tướng Quân Giải phóng Nhân dân Trung Quốc (PLA). Ông giữ chức Chủ nhiệm Tổng cục Trang bị PLA đến tháng 9 năm 2007. Ở cương vị này, ông đóng vai trò là người đứng đầu chương trình không gian Trung Quốc. Sau đó, Trần Bỉnh Đức được bổ nhiệm vào chức vụ Tổng Tham mưu trưởng Quân Giải phóng Nhân dân Trung Quốc. Ông về hưu năm 2012 và vị trí Tổng Tham mưu trưởng PLA do Tư lệnh Quân khu Bắc Kinh Phòng Phong Huy kế nhiệm.

## Tiểu sử
Trần Bỉnh Đức sinh tại Nam Thông, tỉnh Giang Tô. Tháng 4 năm 1961, ông tham gia Quân Giải phóng Nhân dân Trung Quốc. Tháng 3 năm 1962, ông gia nhập Đảng Cộng sản Trung Quốc.
Tháng 2 năm 1974, ông được bổ nhiệm giữ chức Tham mưu trưởng Trung đoàn Lục quân. Tháng 8 năm 1976, ông được bổ nhiệm làm Phó Tham mưu trưởng Sư đoàn Lục quân. Tháng 5 năm 1977, ông được bổ nhiệm giữ chức Trung đoàn trưởng Lục quân. Tháng 4 năm 1979, ông được bổ nhiệm làm Tham mưu trưởng Sư đoàn Lục quân. Tháng 6 năm 1982, ông được thăng chức làm Sư đoàn trưởng Lục quân. Ông học lớp chỉ huy cao cấp tại Học viện Quân sự PLA từ tháng 9 năm 1983 đến tháng 7 năm 1985.
Tháng 8 năm 1985, ông được bổ nhiệm làm Phó Tư lệnh kiêm Tham mưu trưởng Tập đoàn quân Lục quân. Tháng 9 năm 1988, ông được phong quân hàm Thiếu tướng. Tháng 6 năm 1990, ông được bổ nhiệm giữ chức Viện trưởng Học viện Lục quân Nam Xương. Tháng 8 năm 1992, ông được bổ nhiệm làm Viện trưởng Học viện Chỉ huy Lục quân. Tháng 2 năm 1993, Trần Bỉnh Đức chuyển công tác giữ chức Tư lệnh Tập đoàn quân Lục quân.
Tháng 12 năm 1993, ông được thăng chức làm Ủy viên Thường vụ Đảng ủy Quân khu, Tham mưu trưởng Quân khu Nam Kinh, quân khu quan trọng trong chiến lược quân sự của Bắc Kinh chống lại Đài Loan. Tháng 7 năm 1995, ông được thăng quân hàm Trung tướng. Tháng 1 năm 1996, ông được bổ nhiệm giữ chức Phó Bí thư Đảng ủy Quân khu, Tư lệnh Quân khu Nam Kinh. Tháng 12 năm 1999, Trần Bỉnh Đức được luân chuyển làm Phó Bí thư Đảng ủy Quân khu, Tư lệnh Quân khu Tế Nam. Tháng 6 năm 2002, ông được thăng quân hàm Thượng tướng.
Tháng 9 năm 2004, ông được bầu làm Ủy viên Ủy ban Quân sự Trung ương Đảng Cộng sản Trung Quốc và được bổ nhiệm giữ chức Chủ nhiệm Tổng cục Trang bị PLA. Tháng 3 năm 2005, ông được bầu kiêm nhiệm chức vụ Ủy viên Ủy ban Quân sự Trung ương Cộng hòa Nhân dân Trung Hoa.
Tháng 9 năm 2007, Trần Bỉnh Đức được bổ nhiệm làm Tổng Tham mưu trưởng PLA. Tháng 10 năm 2012, ông được miễn nhiệm chức vụ Tổng Tham mưu trưởng PLA và thay thế ông ở cương vị này là Tư lệnh Quân khu Bắc Kinh Phòng Phong Huy.
Ông là Ủy viên Ban Chấp hành Trung ương Đảng Cộng sản Trung Quốc khóa XV, XVI và XVII.